# Te Amo
Pour les articles homonymes, voir Te amo.
Singles de Rihanna
Rockstar 101
(2010) Love the Way You Lie
(2010)
Te Amo est une chanson de Rihanna, présente sur son quatrième opus Rated R. Le titre est le sixième extrait et troisième single de l'album en Europe. Te Amo avait filtré sur internet bien avant la sortie de Rated R à l'été 2009. Il a été interprété pour la première fois le 22 mai 2010 sur la BBC Radio 1, lors du Grand Week End du Festival de la Musique, en dehors du cadre de sa tournée Last Girl on Earth Tour. De genre pop latine, la chanson parle d'homosexualité féminine et d'amour non partagé, l'une étant amoureuse et l'autre indifférente. La chanson s'est vendue à environ un million d'exemplaires[réf. nécessaire].

## Réception

### Critiques
Robert Copsey de Digital Spy a attribué à la chanson quatre étoiles indiquant qu'« après le plutôt explicite Rude Boy, Rihanna prend une pause bien méritée de titiller les gars pour être l'objet de l'affection d'une autre dame ». Fraser McAlpine du Daily Review a également attribué à la chanson quatre étoiles et a déclaré : « C'est une vieille histoire : une fille rencontre une fille. La fille parle une  langue différente de l'autre. La fille aime la fille. La fille n'aime pas la fille. La fille est triste.. Nous sommes tous passé par là, non ? Et Rihanna a capté ce sentiment magnifique (elle l'a fait, même si j'ai l'air incroyablement non sincère à ce sujet) ».

### Performance dans les charts
En décembre 2009, Te Amo fait son apparition dans les charts suédois à la 52e place, peu de temps après que Rated R soit sortie. Dès l'annonce de la sortie en single du titre, la chanson a fait ses débuts sur le UK Singles Chart, le 19 avril 2010 à la 94e place et à la 29e place du R&B Chart au Royaume-Uni. Depuis, il a n°14 au UK Singles Chart et n°5 au R&B Chart. En Australie, il fait ses débuts à la 35e place et finit en n°28. En Irlande, il a fait ses débuts à la 41e place, le 27 mai 2010. Il a également fait ses débuts à la 47e place dans les charts suisses et a depuis grimpé de 23 place, terminant 24e. Le 29 mai 2010, le titre est 48e au Europe Hot 100 et a fini à la 18e place. Il fait ses débuts sur le Canadian Hot 100 la semaine du 3 juillet 2010 en n°98. En deux semaines, il a grimpé au n°66.

## Clip

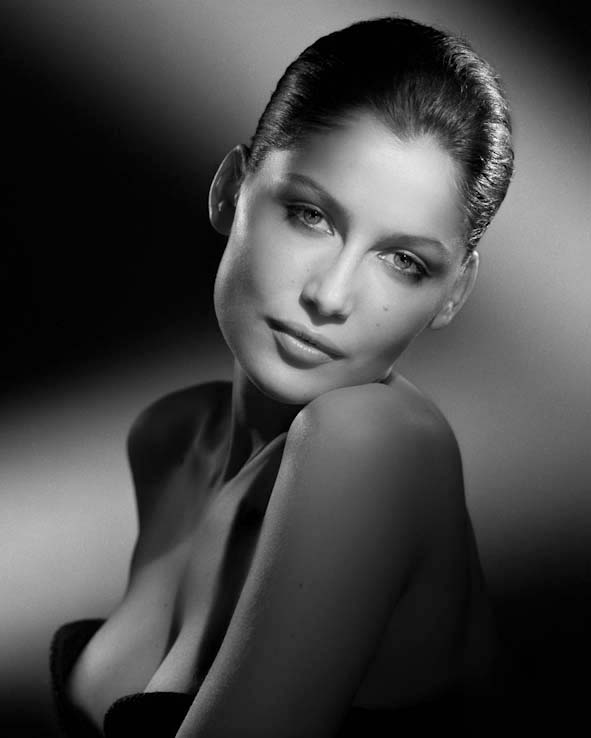
Laetitia Casta joue l'amante de Rihanna dans le vidéoclip.

Le vidéoclip a été tourné les 29 et 30 avril 2010 au château de Vigny (Val-d'Oise) en France et diffusé sur le net le 14 juin 2010 sur la chaîne Youtube de Rihanna. Dans cette vidéo, réalisée par son collaborateur de longue date Anthony Mandler, Rihanna joue aux côtés de Laetitia Casta. Selon Monica Herrera, critique vidéo du Billboard, « Rihanna a enregistré un clip sexy (plus que Rockstar 101) pour ses fans étrangers ». Elle a aussi décrit les différentes scènes  : « Rihanna et sa compagne mettent le feu dans cette chambre à coucher, très sensuellement ».
En France, sur la chaîne NRJ Hits, le clip est diffusé après 22h et avec une signalétique "Déconseillé aux moins de 10 ans" tandis que M6 Music le diffuse avec une signalétique "Déconseillé aux moins de 12 ans". Trace Urban le diffuse en journée mais également avec une signalétique "Déconseillé aux moins de 10 ans".
Sur les autres chaînes françaises, le clip est diffusé en journée et sans signalétique.

## Liste des pistes
Single numérique
1. Te Amo (Album Version) - 3:28
2. Rude Boy (Wideboys Stadium Radio Mix) - 3:16

## Classements
| Classement (2010)                       | Meilleure position |
| --------------------------------------- | ------------------ |
| Allemagne (Media Control AG)            | 11                 |
| Australie (ARIA)                        | 22                 |
| Autriche (Ö3 Austria Top 40)            | 11                 |
| Belgique (Flandre Ultratop 50 Singles)  | 10                 |
| Belgique (Wallonie Ultratop 50 Singles) | 15                 |
| Brésil (Billboard Hot 100 Airplay)      | 7                  |
| Bulgarie                                | 2                  |
| Canada (Hot 100)                        | 66                 |
| Tchéquie (IFPI Rádio)                   | 6                  |
| Danemark (Tracklisten)                  | 22                 |
| Europe (Hot 100)                        | 18                 |
| Finlande (Suomen virallinen lista)      | 14                 |
| France (SNEP Téléchargement)            | 8                  |
| Hongrie (Rádiós Top 40)                 | 7                  |
| Hongrie (Single Top 40)                 | 5                  |
| Irlande (IRMA)                          | 16                 |
| Italie (FIMI)                           | 7                  |
| Pays-Bas (Nederlandse Top 40)           | 31                 |
| Norvège (VG-lista)                      | 12                 |
| Pologne (ZPAV)                          | 3                  |
| Écosse (The Official Charts Company)    | 21                 |
| Slovaquie (IFPI Rádio)                  | 34                 |
| Suède (Sverigetopplistan)               | 48                 |
| Suisse (Schweizer Hitparade)            | 9                  |
| Royaume-Uni (UK Singles Chart)          | 14                 |
| Royaume-Uni (UK R&B Chart)              | 5                  |

### Classements de fin d'année
| Classement (2010)                          | Position |
| ------------------------------------------ | -------- |
| Autriche Singles Chart (Ö3 Austria Top 75) | 61       |
| Europe Hot 100 Singles                     | 81       |
| Allemagne (Media Control AG)               | 48       |
| Hongrie Airplay Chart                      | 63       |
| Italie Singles Chart                       | 36       |
| Suisse Singles Chart                       | 43       |

### Certifications
| Pays          | Certifications |
| ------------- | -------------- |
| Australie     | Or             |
| Italie (FIMI) | Or             |
| Suisse        | Or             |

Le single s'est vendu à plus de 1 000 000 d'exemplaires[réf. nécessaire].

## Radio et historique des sorties
| Pays   | Date        | Format   |
| ------ | ----------- | -------- |
| Canada | 7 juin 2010 | National |

| Pays             | Date         | Format                   | Label           |
| ---------------- | ------------ | ------------------------ | --------------- |
| Australie        | 8 juin 2010  | Téléchargement numérique | Universal Music |
| Italie           | 8 juin 2010  | Téléchargement numérique | Universal Music |
| Nouvelle-Zélande | 8 juin 2010  | Téléchargement numérique | Universal Music |
| Allemagne        | 11 juin 2010 | CD single                | Universal Music |